# 基勒角

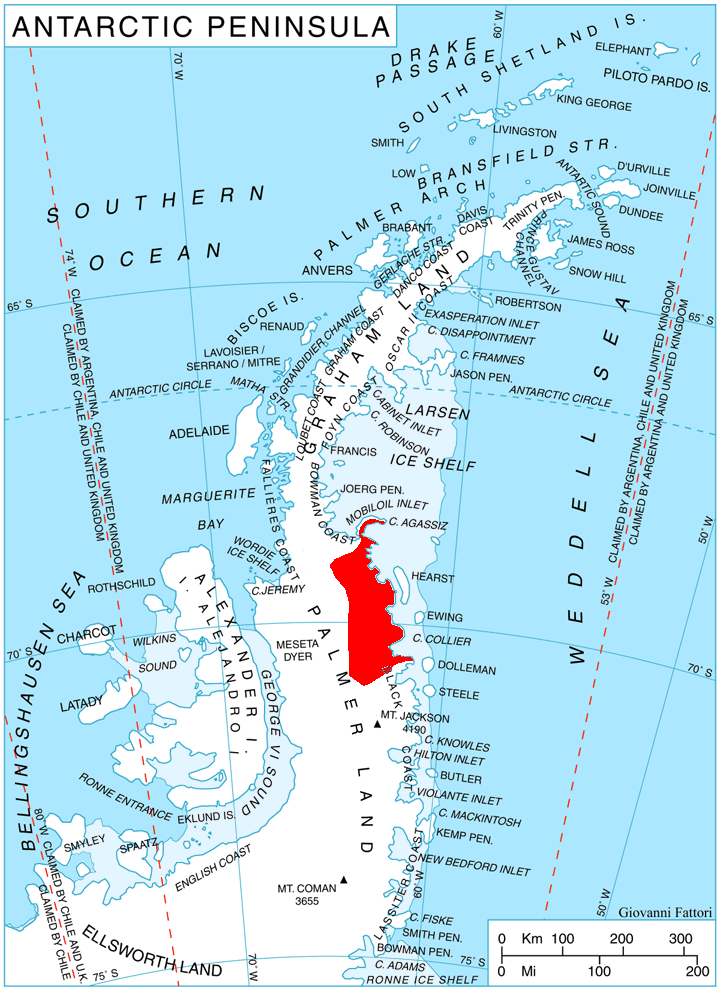

基勒角（英語：Cape Keeler），是南極洲的海岬，位於帕爾默地，是雷維爾灣入口處南部和迪萊爾灣入口處東北部，海拔高度520米，在1928年12月20日由澳大利亞探險家發現，現時由南極條約體系管理。

## 外部連結
. . United States Geological Survey.   [2013-04-16].
68°51′S 63°13′W / 68.850°S 63.217°W